# Charte de Kalisz
La « Charte de Kalisz », ou plus précisément la « Charte générale des libertés juives », connue aussi sous le nom de « Statut de Kalisz » a été publiée par le duc de la Grande-Pologne, Boleslas le Pieux, le 8 septembre 1264 à Kalisz. Cette charte servira à définir la position des Juifs en Pologne et conduira à la création de la Nation juive autonome de langue yiddish qui perdura jusqu'en 1795. Cette charte octroie la  juridiction exclusive d'une cour juive pour les affaires juives et établit un tribunal séparé pour les affaires impliquant des Juifs et des Chrétiens. En plus, elle garantit les libertés personnelles et la sécurité des Juifs, y compris leur liberté de religion, de voyager et de commercer. La charte a été ratifiée par les rois polonais suivants, Casimir III en 1334, Casimir IV en 1453 et par Sigismond Ier en 1539.

## Contenu
La Charte de Kalisz comprend 46 chapitres dont voici quelques extraits : 
- 2. ... Si un Chrétien poursuit en justice un Juif quel qu'il soit, affirmant qu'il lui a prêté de l'argent, et que le Juif dément, alors si le Chrétien refuse d'accepter la simple affirmation du Juif, le Juif pourra en prêtant serment se libérer du Chrétien…
- 17. ...N'importe quel Juif doit être libre de circuler ou d'aller à cheval en toute sécurité et sans entrave de ville en ville et de province en province dans notre royaume, en accord avec la loi garantissant la liberté dans toutes nos villes et nos provinces, sans entrave de la part de leurs citoyens, et n'importe quel Juif dans notre royaume peut librement et en toute sécurité et sans entrave prendre avec lui ses biens, propriétés et n'importe quelles marchandises qu'il désire ou est capable d'avoir, et peut les vendre ou en acheter d'autres, et les modifier ou les convertir pour ses besoins propres; il peut librement et en toute sécurité retarder ou rester dans une ville sans entrave, pendant aussi longtemps qu'il le désire…ils doivent payer les taxes douanières exactement comme le font les Chrétiens, et rien d'autre.
- 22. ... Si un Chrétien conspue de façon présomptueuse et inconsidérée leurs synagogues, ce dit Chrétien devra payer et payera à notre gouverneur, leur gardien, l'équivalent de deux talents de poivre comme punition.
- 30. ... Aucun Chrétien ne peut citer à comparaître un Juif devant une cour ecclésiastique de n'importe quelle façon que ce soit, ou pour n'importe quel bien ou citation, et de même, aucun Juif ne doit répondre devant le juge de la cour ecclésiastique, mais le Juif doit comparaître devant son palatin désigné pour cette période, et de plus, susdit palatin, en collaboration avec notre gouverneur devra défendre et protéger ce Juif, et lui interdire de répondre à la convocation de la cour ecclésiastique
- 39. ... Si un Juif est poursuivi en justice par un Chrétien, qui prétend que les Juifs pour leur besoin annuel utilisent le sang de Chrétiens ou les sacrements de l'Église des Chrétiens, accusation réfutée par la pape Innocent qui nous a appris qu'en ces affaires, ils ne sont pas coupables car ceci est contre leur propre loi; et si en dépit de ceci, un Chrétien…accuse un Juif de tels crimes, alors…il doit le prouver avec trois bons Juifs propriétaires dans notre royaume …et…quatre Chrétiens…Si par un tel témoignage, le Chrétien prouve (son cas) contre le Juif, alors le Juif méritera la mort et sera puni ainsi; et si le Chrétien ne peut apporter un tel témoignage et n'est pas capable de l'emporter sur le Juif, alors lui seul sera condamné…

Des chartes similaires seront signées par la suite dans de nombreux pays d'Europe centrale afin d'attirer les Juifs expulsés de France, d'Angleterre et plus tard d'Espagne[réf. nécessaire]. En échange d'un impôt; les Juifs bénéficient du privilège de pratiquer librement leur religion et d'exercer les métiers du commerce. La possession de la terre leur sera cependant interdite. Malgré tout, ils bénéficient d'une autonomie relativement complète avec tribunaux rabbiniques et paiement de l'impôt au sein de leur communauté.

## Sources
- (en) Cet article est partiellement ou en totalité issu de l’article de Wikipédia en anglais intitulé « Statute of Kalisz » (voir la liste des auteurs).